# Google全球科學展

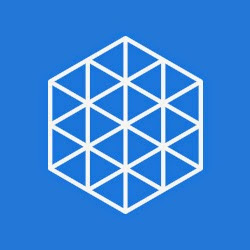
官方标志

Google Science Fair（简称“GSF”）是一个在线科学竞赛，由Google、乐高、欧洲核子研究组织、国家地理以及科学美国人组成。第一届Google Science Fair曾经于2011年1月宣布，所有的参赛作品于北美东部时区2011年4月7日下午11:59:59前提交，在2011年7月评判。此竞赛向13-18岁的世界各地的学生开放，参赛者将首先制定一个假设，之后进行实验，取得研究成果。所有的参赛者都必须通过网络和免费的Google帐户参与，通过此项目的英语，德语，意大利语，西班牙语，或法语网站提交项目。最终的提交必须包括十部分，分别是摘要，“关于我”页面，该项目的步骤，以及项目引用页。
竞赛项目的判断标准包括8个核心标准，其中包括学生的介绍、问题、假设、研究、实验、数据、观察以及结论。三位决赛选手将获得奖品。大奖包括了国家地理旅行加拉帕戈斯群岛，50,000美元的奖学金，并在赞助的组织里体验;决赛选手将获得一个25,000美元的奖学金和来自发起组织的各种礼包。Larry Page和Sergey Brin曾经是美国加利福尼亚州斯坦福大学的博士研究生，他们于1996年1月创造了Google作为一个研究项目，Google员工Tom Oliveri强调该公司的初期：“科学展览会帮助学生开拓他们的视野，通过科学增强好奇心。我们公司开展了一个实验。我们坚信科学可以改变世界。（Science fairs help students to explore their vision and curiosity through science. Our company was founded on an experiment. We firmly believe that science can change the world.）”
Google的页面说明，因当地法律不允许，比赛不在古巴、伊朗、朝鲜、苏丹、缅甸、叙利亚、津巴布韦以及任何其他美国制裁的国家的居民开放。

## 嘉宾访谈
Google Science Fair网站上还包含了一些选定的突出嘉宾的访谈，每位嘉宾均有悠久的历史，并在各自的领域有突出成就，其目的是为参赛者提供灵感。嘉宾包括Mitch Resnick, Spencer Wells, Kevin Warwick及Mariette DiChristina。

## 2011年的获奖者
2011年Google Science Fair中，17岁的印度女孩Shree Bose赢得了盛大的奖品和她的研究的50,000美元的化疗药物顺铂，顺铂普遍用于治疗妇女卵巢癌，她解决了肿瘤细胞随着时间的推移成长，产生对顺铂的抗药性的问题。
波特兰的Naomi Shah，赢得了15-16岁级别冠军，她的研究项目为空气质量对肺的影响的研究，特别是对那些有哮喘的人。Shah招募了103个测试对象，在他们的家庭和工作场所进行24小时空气质量的测量，并让其向测量呼吸的设备吹气以测量。
来自宾夕法尼亚州约克的Lauren Hodge赢得了13-14岁级别的冠军，她研究的项目为腌制的烤肉是否减少致癌化合物含量，她发现，当倒上酱油后，致癌物质會上升。而加上柠檬汁和红糖則致癌物质急剧减少。

## 2012年的获奖者
17岁的布坦妮·翁格的研究项目“乳腺癌全球神经网络云服务”赢得了大奖。此项目为非侵入性诊断恶性的肿瘤，在测试的一组中，它成功地检测到超过99％的恶性乳腺肿瘤。她收到了50,000美元、加拉帕戈斯群岛之旅、辅导以及实习的机会。
来自西班牙的Iván Hervías Rodríguez, Marcos Ochoa, 和Sergio Pascual赢得了15-16岁年龄组冠军，他们的研究项目为使用显微镜来研究在水生生态系统中的微观生物。
Jonah Kohn赢得了年龄13-14组的冠军，他设计和制造了用于提高那些有听力损失的患者的聆听体验而设计的设备。他的设备连接到身体的不同部位，把声音转换成触觉刺激。

## 2013年的獲獎者
2013年Google Science Fair于2013年1月30日开始接受报名。所有项目的截止日期是4月30日。9月23日分別公布 17-18 歲組優勝與大會首獎、15-16 歲組優勝者、13-14 歲組優勝者等人員名單。
13-14 岁组：Vinay Kumar 因其使救护车和警察更容易通过交通的应用程序获奖。
15-16 岁组：Ann Makosinski制作了一款依靠体温运行的手电筒获奖。
17-18 岁组：Eric Chen，研制新药对抗流感获奖。

## 2014年的獲獎者
2014年Google Science Fair於2014年2月12日開始接受報名，所有項目的截止日期是5月13日。
13-14 岁组：Mihir Garimella 因其项目“飞行机器人：模仿果蝇的反应模式进行威胁规避”（Flybot：Mimicking Fruit Fly Response Patterns for Threat Evasion.”）而获奖。
15-16岁组：来自爱尔兰的三名女孩组成的团队，获得了15-16岁年龄组的第一名。她们通过了解 2011 年非洲之角饥荒后开发了他们的获奖项目。她们发现了土壤自然存在的固氮菌，并且他们发现这种细菌可以将某些作物如大麦和燕麦的发芽速度提高50％，这可能有助于解决全球粮食短缺问题。
17-18岁组：Haley Todesco 使用可持续且高效的方法来分解油砂尾矿中的污染物和毒素而获奖；油砂尾矿是她家乡石油生产中对环境有害的副产品。

## 2015年的獲獎者
2015年Google Science Fair於2015年2月7日開始接受報名，所有項目的截止日期是5月19日。
13-14 岁组：Sarrey创造了一个可以通过智能手机控制的滚动机器人，以在有限的时间和行动能力下维护菜园。
Anurudh Ganesan 获得了乐高教育建设者奖。她想出了一个简单的蒸汽压缩制冷系统来运输疫苗，该系统只需要少量的电力，且可以轻松由人或动物提供。
Girish Kumar 获得了Google 技术专家奖。开发了一款名为 RevUP 的软件，该软件从学术网站获取信息，并使用该信息来创建多项选择填空题。
Olivia Hallisey 凭借埃博拉测试获得了 Google Science Fair 最高奖项，该测试可在 30 分钟内得出结果，并且无需冷藏。

## 批评
部分人批评Google Science Fair只允许13岁以上的青少年参与，但这符合美国儿童在线隐私保护法（Children's Online Privacy Protection Act）法律。

## 扩展阅读
- 官方网站（英文）（中文）
- Google全球科學展的Facebook專頁
- google-science-fair-2011-vote （页面存档备份，存于）（英文）
- Google Science Fair by Subject （页面存档备份，存于）（英文）
- 歷年競賽資訊（繁體中文）、（简体中文）